# Epicauta horni
Epicauta horni är en skalbaggsart som beskrevs av Champion 1892. Epicauta horni ingår i släktet Epicauta och familjen oljebaggar. Inga underarter finns listade i Catalogue of Life.